# Festungsanlagen von Vauban

Karte der Orte

Festungsanlagen von Vauban ist der Name einer Welterbestätte, die wichtige Festungsbauwerke des französischen Baumeisters Sébastien Le Prestre de Vauban (1633–1707) zusammenfasst. Die UNESCO entschied 2008, zwölf besonders beispielhafte und gut erhaltene Anlagen durch Aufnahme in die Liste des Welterbe auszuzeichnen. Während der französische Antrag die Überschrift »L’œuvre de Vauban« (Das Werk Vaubans) trug, wählte das Welterbekomitee den Titel »Les Fortifications de Vauban« (Die Festungsanlagen von Vauban).
Die zwölf französischen Orte, in denen diese Bauwerke liegen, haben sich unter dem Namen Réseau des sites majeurs Vauban (Netzwerk der wichtigsten Vauban-Orte) 2005 zusammengeschlossen und die Bewerbung beim Welterbekomitee vorangetrieben. Die anfänglich gemeinsame Idee einer Bewerbung der französischen Festungsstadt Neuf-Brisach  und der deutschen Stadt Breisach am Rhein führte für den deutschen Partner jedoch nicht zum Erfolg. Allerdings bemüht sich die Stadt Breisach weiterhin für das von Vauban erbaute Rheintor eine Anerkennung zu erreichen.
Zwei vorgeschlagene, in Privatbesitz stehende Anlagen wurden nicht aufgenommen. Gegen die Zitadelle von Le Palais auf der Insel Belle-Île-en-Mer wurde vorgebracht, dass bei dieser Zitadelle die persönliche Beteiligung Vaubans nur minimal gewesen sei. Zudem bestehe durch ein Hotel auf dem Gelände die Gefahr, dass dessen Vermarktung gegenüber dem Denkmalschutz den Vorrang gewinne. Das Schloss von Bazoches, der Wohnsitz Vaubans, wurde ebenfalls gestrichen. Zudem wurde vorgeschlagen, weitere Bauwerke wie die Zitadelle von Lille, Le Quesnoy und eine Anlage außerhalb der Grenzen Frankreichs aufzunehmen.

## Liste der aufgenommenen Bauwerke
- Zitadelle von Arras
- Zitadelle, Stadtmauer und Fort Griffon in Besançon
- Zitadelle von Blaye, Fort Paté auf einer Insel in der Gironde und die
  - Zitadelle von Cussac-Fort-Médoc
- Festungssystem von Briançon (Stadtmauer, vier Forts, Signalturm und Brücke)
- Tour dorée (goldener Turm) in Camaret-sur-Mer
- Befestigte Oberstadt von Longwy
- Befestigte Stadt Mont-Dauphin
- Mont-Louis, bestehend aus Zitadelle und befestigter Stadt
- Befestigte Stadt Neuf-Brisach
- Festung Saint-Martin-de-Ré mit Stadtmauer, Hafen und Zitadelle
- Saint-Vaast-la-Hougue: Türme und Befestigungen in Saint-Vaast-la-Hougue und auf der benachbarten Insel Tatihou
- Fort Libéria, Stadtmauer und die befestigte Höhle Cova Bastera in Villefranche-de-Conflent